# Retrato del cardenal Fernando Niño de Guevara
Retrato del cardenal Niño de Guevara es un retrato, obra del Greco, realizado durante su último período toledano. Forma parte de las colecciones del Museo Metropolitano de Arte. 

## El personaje
Fernando Niño de Guevara fue miembro del consejo de Castilla, inquisidor general, arzobispo de Sevilla y cardenal. Estuvo en Toledo en febrero y marzo de 1600, regresó brevemente en el verano de 1601 y de nuevo en enero de 1604. Este retrato fue pintado probablemente durante su estancia en 1600, gracias a la mediación de Pedro Lasso de la Vega (1567-1637; I conde de los Arcos), uno de los mecenas del Greco, y el único personaje noble entre su círculo de conocidos. Pedro era sobrino de Niño de Guevara, y posiblemente lo puso en contacto con el pintor.
Algunos estudiosos han sugerido que el personaje retratado sea Bernardo de Sandoval y Rojas, dada la similitud con algunos de sus retratos. Pero Bernardo Sandoval nunca fue retratado con gafas, su corte de barba era diferente, y toda la documentación existente apunta al cardenal Niño de Guevara.

## Análisis de la obra

### Datos técnicos y registrales
- Museo Metropolitano de Arte de Nueva York, número de catálogo 29.100.5;
- Pintura al óleo sobre lienzo; 171 x 108 cm; (170,8 x 108, según el Metropolitan Museum)[3]
- Fecha de realización: ca.1600;
- Firmado con letras griegas en cursiva en una cartela, en la parte inferior central: δομήνικος θεοτοκóπουλος ε'ποíει.[4]
- Catalogado por Harold Wethey con el número 152, y por Tiziana Frati con el 110-a;[5]
- El estado de conservación es muy bueno. Unos ligeros puntos deteriorados en la nariz, frente y mejillas del personaje, tienen poca importancia.[6]

### Descripción de la obra
La concepción de este retrato recuerda al Retrato de Julio II de Rafael Sanzio, al Retrato de Paulo III y al Retrato de Carlos V sentado, ambos de Tiziano, que el Greco podía haber visto en Italia, o conocido a través de grabados u otras reproducciones. Niño de Guevara aparece con una expresión adusta y severa, muy bien concebida por el Greco. Cejijunto, con una barba grisácea que justo deja espacio para sus finos labios, lleva unas gafas que acentúan su aspecto frío y decidido.
Está representado de cuerpo entero y sentado en un sillón tapizado de terciopelo rojo. El hábito cardenalicio de seda roja que viste está entreabierto, dejando ver una rica alba con encajes blancos. La birreta y el calzado son también rojos, y lleva cuatro preciosos anillos en los dedos, dos en cada mano. El suelo de mármol forma dibujos en blanco y negro, acentuando la perspectiva. Cierran el espacio al fondo un hermoso brocado —parecido al del Retrato de Carlos V— y una puerta de madera.
Cossío considera este retrato como el más espléndido entre todos los del Greco. Según Gudiol, esta pintura remarca tanto lo que es personal como lo genérico del personaje, Ello, junto con la excelencia técnica, convierten a este lienzo en uno de los mejores retratos de todos los tiempos. Según dicho autor, esta pintura puede considerarse como el prototipo de un país y de una época, debido a la confluencia de un artista genial, de una técnica perfecta, de un momento histórico determinado, y de la importancia del personaje representado.

### Copia deLuis Tristán
Una copia de este retrato pintada por Luis Tristán, el discípulo más conocido del maestro, se exhibe en el Museo del Greco en Toledo; tiene formato de medio cuerpo y es más sobria de detalles y colorido .

## Procedencia
1. San Pablo (Toledo)?;
2. Conde de Paredes de Nava, Madrid (1902);
3. Condesa de Añover y Castañeda, Madrid;
4. Mrs H.O. Havemeyer, Nueva York (antes de 1908);
5. Legado al Metropolitan Museum en 1929.[12]

## Apropiaciones
El retrato del cardenal Fernando Niño de Guevara aparece en varios cuadros del pintor Herman Braun-Vega como una presencia inquietante. En el cuadro El poder se nutre de dogmas, al acompañar el retrato de Inocencio X, también evoca para Braun-Vega la influencia del Greco en Velázquez.